# Anne Woodville
Anne Woodville (Grafton Regis, 1438 – 30 luglio 1489) è stata una nobile inglese.

## Biografia
Nacque all'incirca nel 1438 a Grafton Regis, nel Northamptonshire, come seconda figlia di Richard Woodville, primo conte Rivers, e Giacometta di Lussemburgo.
Sua sorella maggiore Elisabetta divenne regina consorte dopo aver sposato Edoardo IV d'Inghilterra ed Anne ne divenne dama di compagnia nel 1466 ricevendo 40 sterline all'anno come compenso.
Prima del 15 agosto 1467, Anne andò sposa a William Bourchier, visconte Bourchier, figlio ed erede di Henry Bourchier, I conte di Essex e di Isabel di York.
Quello di Anne fu uno dei tanti vantaggiosi matrimoni che la regina riuscì ad organizzare per i suoi numerosi fratelli con i rampolli delle più nobili famiglie inglesi. L'intento di fa aumentare prestigio e benessere alla famiglia causò tuttavia il malcontento della nobiltà e della Camera dei comuni.
Uno dei nemici più acerrimi dei Woodville si rivelò essere Richard Neville, XVI conte di Warwick; questi, dapprima sostenitore Yorkista, ruppe la sua alleanza con Edoardo IV in seguito al matrimonio tra il re ed Elisabetta. Nel 1469 Warwick ordinò l'esecuzione del padre di Anne e di suo fratello John, fatti prigionieri quando l'esercito del re fu sconfitto dai ribelli nella battaglia di Edgecote Moor.
William ed Anne ricevettero terre che assicuravano 100 sterline l'anno di rendita.
Anne fu per breve tempo proprietaria dei manieri di Nether Hall e Over Hall nella contea di Suffolk; tali immobili erano appartenuti precedentemente a James Butler, V conte di Ormond, un favorito della regina Margherita d'Anjou giustiziato in seguito alla disfatta lancasteriana nella battaglia di Towton.
Il 14 aprile 1471 William combatté nella battaglia di Barnet a favore degli York che riportarono una decisiva vittoria.
Anne diede al marito tre figli:
- Henry Bourchier, II conte di Essex (1471/1472-13 marzo 1540), sesto Barone Bourchier, Visconte Bourchier, secondo conte di Eu; sposò Mary Say;
- Cecily Bourchier (?-1493), sposò John Devereux, VIII barone Ferrers di Chartley;
- Isabel Bourchier (1477- dopo il 1500), morta nubile.

William morì il 26 giugno 1480. Dopo qualche tempo dopo Anne si risposò di nuovo con George Grey, figlio ed erede di Edmund Grey, I conte di Kent. Dato che suo marito non poté succedere al padre fino al 1490, Anne non ebbe mai il titolo di contessa di Kent in quanto morì nel 1489.
Dalle secondo nozze nacque un unico figlio:
- Richard Grey, III conte di Kent (1481- 3 maggio 1524), che accumulò pesanti debiti e morì senza prole legittima.

## La caduta della famiglia Woodville
Nel 1483 le fortune della famiglia Woodville finirono con la morte di Edoardo IV in aprile. Elisabetta, come madre del giovane Edoardo V d'Inghilterra, divenne regina madre, tuttavia nel giugno del 1483 il suo matrimonio venne giudicato invalido avendo Edoardo IV stipulato un pre-contratto di nozze con Lady Eleanor Talbot. Il fratello del re Riccardo duca di Gloucester e Lord Protector reclamò la corona il 22 giugno attraverso un Act of Parliament, conosciuto come Titulus Regius, che dichiarava inoltre Edoardo V e i fratelli figli illegittimi.
Elisabetta fu costretta a trovar rifugio in un santuario con le figlie mentre i due figli Edoardo e Riccardo, i principi nella Torre, furono rinchiusi nella Torre. Il 25 giugno 1483 Riccardo III ordinò l'esecuzione del fratello di Anne Antonio Woodville, conte Rivers, e di Richard Grey, figlio di Elisabetta e del primo marito Sir John Grey di Groby.

## Morte
Anne morì il 30 luglio 1489 all'età di 51 anni. La sua morte avvenne quasi quattro anni dopo la battaglia di Bosworth in cui Riccardo III venne sconfitto ed ucciso dalle forze di Enrico Tudor, che sposò la nipote di Anne Elisabetta di York.
Anne venne sepolta a Warden, nel Bedfordshire.
Un anno dopo la sua morte, suo marito George sposò Catherine Herbert, figlia di William Herbert, I conte di Pembroke, da cui ebbe altri figli.